# Embassament de Loriguilla
L'embassament de Loriguilla, acabat l'any 1967, es localitza a la conca del riu Túria, entre els termes municipals de Xulilla i Loriguilla, a 63 km de la ciutat de València, en la província de València, Comunitat Valenciana, Espanya.
La presa, de titularitat estatal, a través de la Confederació Hidrogràfica del Xúquer, és una presa de tipus gravetat en formigó en massa amb planta corba amb un radi de curvatura de 400 metres, perfil triangular amb talús 0,05 aigües amunt i 0,75 aigües avall i una alçada de 57,50 metres sobre el llit del riu i alçada màxima sobre fonaments de 78,67 metres; té una longitud de coronació de 198 metres. Els usos reconeguts de la presa són els següents:
- Abastament urbà.
- Abastament i regulació per a regadiu.
- Producció hidroelèctrica: aigües avall de la presa de Loriguilla (peu de presa) es localitza la Central Hidroelèctrica de Xulilla, amb una capacitat instal·lada de 10,40 MW.

El sobreeixidor se situa sobre la coronació de la presa a la part central, amb un perfil tipus Creager. L'abocador es compon de quatre obertures de 13,75 metres de llum separats per piles amb perfils hidrodinàmics Joukowsky tancats per comportes Taintor de 13,25 m x 7 m, els mecanismes d'accionament s'allotgen a l'interior de les piles.
El desguàs de fons se situa en el centre de la presa i consta amb un únic conducte amb revestiment metàl·lic.
La presa també compta amb dues preses: la superior, destinada a la central elèctrica de peu del presa, l'eix es localitza a la cota 285 msnm i un diàmetre de 2,5 m, i la inferior, destinada al reg, amb un diàmetre de 1,4 m, l'eix es localitza a la cota 275 msnm.
L'embassament ocupa una superfície màxima de 364 ha i amb una capacitat màxima de 71 hm³. La seua construcció va obligar a desplaçar a altres ubicacions les localitats de Loriguilla i Domenyo, les terres més fèrtils quedarien sota les aigües.